# Walton & Hersham FC
Walton & Hersham FC is een Engelse voetbalclub uit Walton-on-Thames in Surrey.
Walton FC werd opgericht in 1895 en fuseerde in 1945 met Hersham FC. De club sloot zich aan bij de Corinthian League en behaalde na een moeilijk eerste seizoen drie achtereenvolgende kampioenstitels. In 1950 stapten ze over naar de Athenian League en werden daarin in hun eerste seizoen tweede.
Hierna zakten ze terug naar de middenmoot, totdat Allen Batsford als trainer aangesteld werd. In 1969 wonnen ze de titel, gevolgd door twee tweede plaatsen.
In 1971 sloot de club zich aan bij de Isthmian League, waarin ze in hun eerste seizoen derde werden. In 1973 won de club de FA Amateur Cup door Slough Town FC te verslaan. Daarnaast werden ze kampioen in de competitie zonder één doelpunt tegen te krijgen. Ze werden in die tijd dan ook gezien als een van de beste non-league-elftallen van het land. Deze succesvolle periode eindigde echter nadat Batsford de club had verlaten om bij Wimbledon FC te gaan trainen. Hij nam ook de beste spelers met zich mee. Hierop volgden de voor de club weinig succesvolle jaren tachtig en degradeerden ze zelfs uit de Premier Division van de Isthmian League.
In 1994 promoveerden ze kortstondig terug naar de Premier Division, degradatie volgde opnieuw in 1996. Na opnieuw gepromoveerd te zijn een jaar later, degradeerde de club opnieuw in 2000. Met oud-speler Alan Dawson aan het roer promoveerden ze in 2004-05 echter opnieuw.
Na seizoen 2006/07 moest de club opnieuw een stap terugzetten.